# Liste der Einträge im National Register of Historic Places im Lynn County
Die Liste der Registered Historic Places im Lynn County führt alle Bauwerke und historischen Stätten im texanischen Lynn County auf, die in das National Register of Historic Places aufgenommen wurden.

## Aktuelle Einträge
| Lfd. Nr. | Name im NRHP           | Bild | Datum der Eintragung | Adresse/Lage | Ort    | NRHP-ID  | Beschreibung |
| -------- | ---------------------- | ---- | -------------------- | ------------ | ------ | -------- | ------------ |
| 1        | Lynn County Courthouse |      | 8. Juli 1982         | Public Sq.   | Tahoka | 82004513 |              |